# Lee Richardson
Lee Stewart Richardson, född 25 april 1979 i Hastings, East Sussex, död 13 maj 2012 i Wrocław, Polen, var en brittisk speedwayförare. Han omkom i en krasch i den polska ligamatchen mellan Wrocław och Tarnów. Richardson körde på Tomasz Jedrzejczaks bakhjul och flög sedan rakt in i trästaketet.
Från 2011 fram till sin död körde Richardson för Vargarna i Sverige och för Lakeside Hammers i Storbritannien sedan 2009. Han kom som bäst på en andra plats i Polens Grand Prix och på tredje plats i Storbritanniens Grand Prix.

## Meriter
GP-Placeringar
| År   | Position | Bästa placering | Övrigt                       |
| ---- | -------- | --------------- | ---------------------------- |
| 2000 | 31       | 19              | 1 Wild Card                  |
| 2002 | 25       | 5               | 2 Wild Card                  |
| 2003 | 16       | 7               | Missade 2 Deltävlingar       |
| 2004 | 11       | 3               | 3 plats i Storbritanniens GP |
| 2005 | 13       | 2               | 2 Plats i Polens GP          |
| 2006 | 15       | 8               |                              |

- Juniorvärldsmästare 1999

## Karriär
Storbritannien
- Lakeside Hammers 2009–2012
- Eastbourne Eagles 2008
- Swindon Robins 2005–2007
- Peterborough Panthers 1997, 2004
- Coventry Bees 2000–2003

Sverige
- Rospiggarna 2000–2003
- Vargarna 2011–2012
- Elit Vetlanda 2004–2010

Polen
- Marma Rzeszow 2010–2012
- Włókniarz Częstochowa 2007–2009